# Kadidlovník pravý

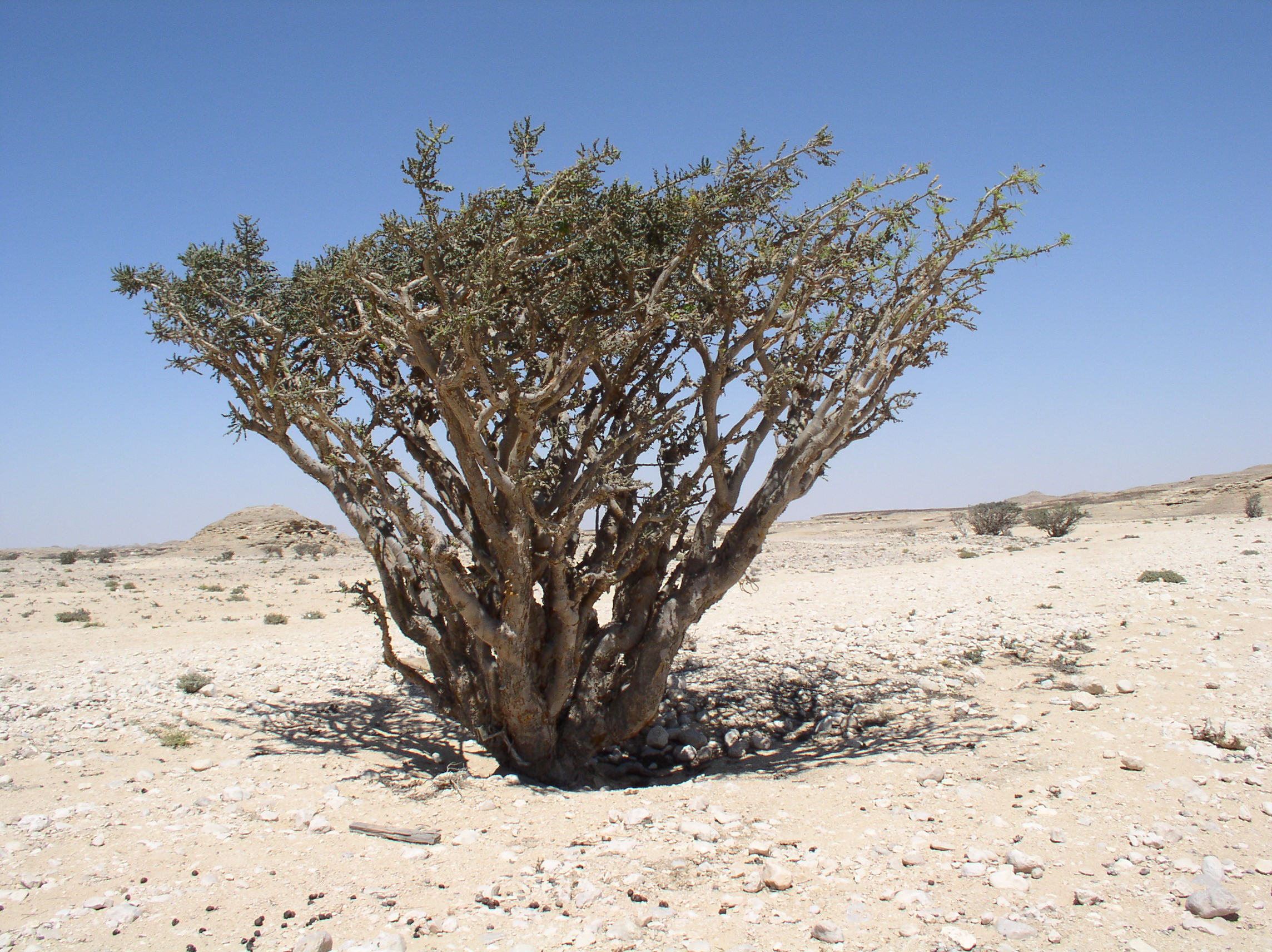
Strom s více kmeny

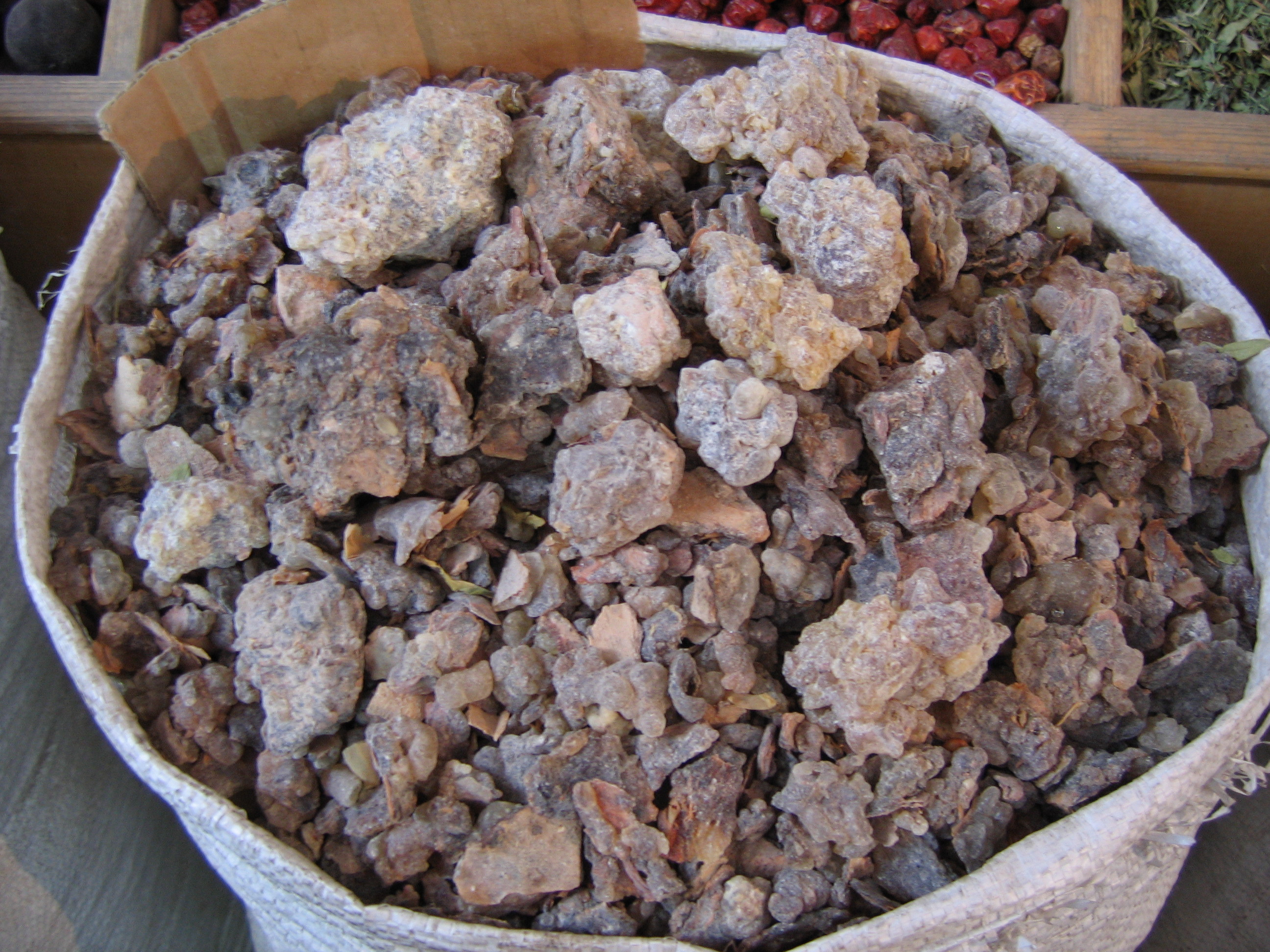
Surové kadidlo

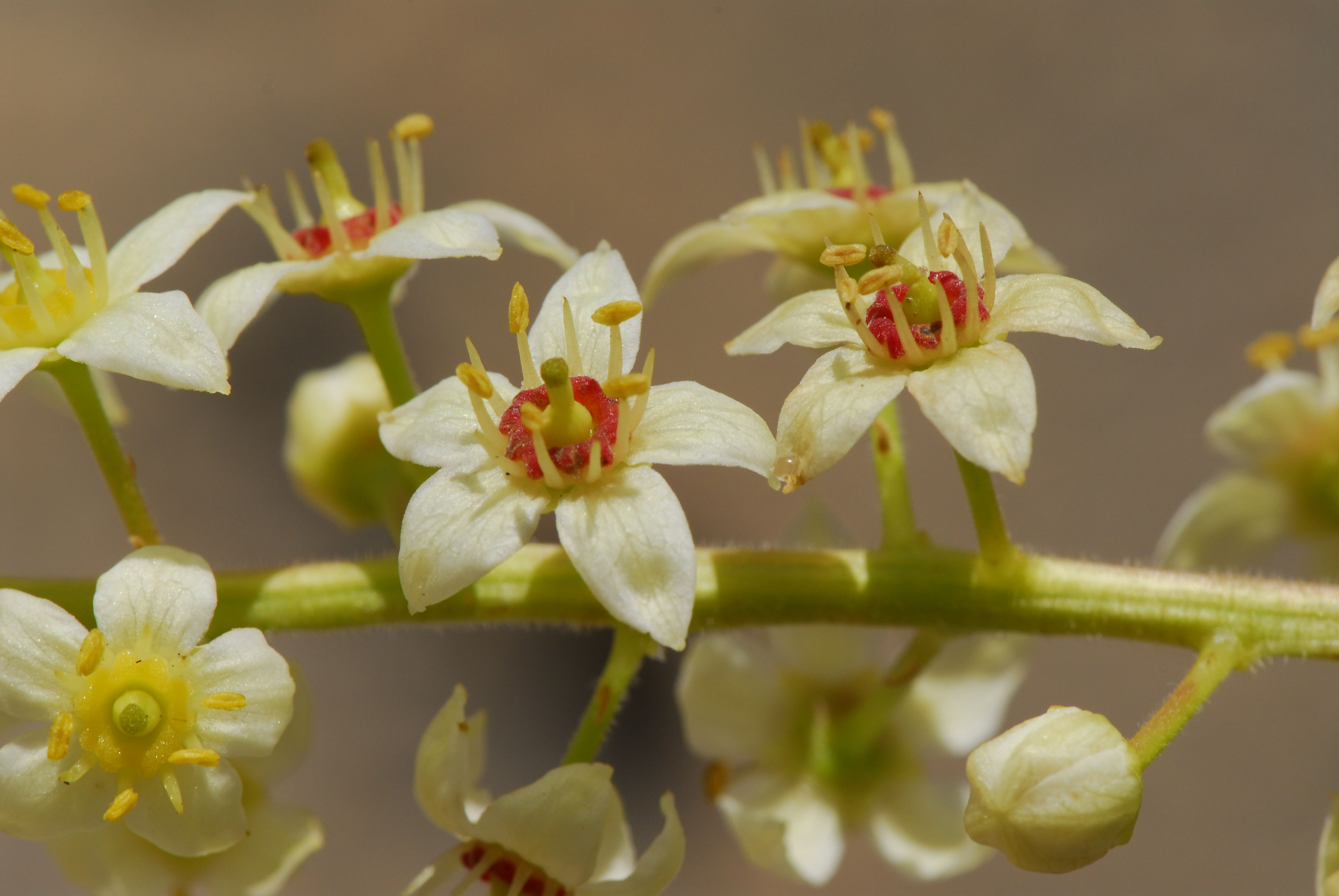
Květy

Kadidlovník pravý (Boswellia sacra) je poloopadavá, suchomilná dřevina rostoucí na Blízkém východě. Nařezáním kůry se získává pryskyřice, která po výtoku na vzduchu tuhne do podoby drobných hrudek, známých jako pravé kadidlo. Je jedním z asi 15 druhů rodu kadidlovník a je o něm známo, že produkuje kadidlo nejvyšší jakosti.

## Rozšíření
Areál kadidlovníku pravého má dvě, mořem od sebe oddělené arely. Prvá je asijská, leží na jihu Arabského poloostrova v hraničním území sultanátu Omán (oblast Dafár) a republiky Jemen (oblast Mahra). Druhá africká, oddělená od prvé Adenským zálivem, leží na Africkém rohu v horách severovýchodního Somálska.

## Ekologie
Stanoviště těchto nevysokých stromů jsou řídké lesíky a křovinami porostlé, suché, kamenité svahy po okrajích vádí v polopouštích, které mnohde přecházející až v poušť. Oblasti jsou ovlivňovány letním monzunem, který sice nepřináší srážky, ale chladné vlhké vzdušné proudy; vznikající mlha kondenzuje a stromům nahrazuje chybějící vláhu nedodanou deštěm. Stromy rostoucí v oblastech s deštěm dávají pryskyřici horší jakosti.
Dřevina upřednostňuje skalnaté, dobře odvodněné, na vápno bohaté půdy. Roste až do nadmořské výšky 1200 m. Stromy ulpívají na kamenech pomoci rozšířené báze kmene, která mnohé balvany přímo objímá a strom se tak stabilizuje i na strmých skalách, jedinci rostoucí na rovné půdě toto rozšíření nemají. Ploidie druhu je 2n = 22.

## Popis
Nevysoký, poloopadavý strom vysoký 1,5 až 8 m se štíhlým, většinou až v horní části rozvětveným kmenem. Někdy má kmínků více a vytváří jen pár metrů vysoký keř. Jeho křivolaké větve vytvářejí u stromu plochou deštníkovitou korunu. Kůra kmene je světle hnědá a její svrchní vrstva je tenká, jako by papírová. Pod ní je červenohnědě zbarvená vrstva nasycená klejopryskyřicí.
Větve jsou na koncích střídavě porostlé tmavě zelenými, lichozpeřenými, krátce řapíkatými, v obryse obkopinatými, 10 až 25 cm dlouhými listy se šesti až devíti páry lístků. Lístky bývají eliptické či kopinaté, dlouhé 5 až 8 cm a široké 2 až 4 cm, u báze široce klínovité nebo uťaté, na vrcholu tupě špičaté a po obvodě zvlněné nebo vroubkované. Na lícní straně jsou olysalé a na rubové chlupaté, mnohem světlejší a mají vyniklou žilnatinu.
Květy jsou oboupohlavné, bílé, mají krátké stopky a jsou sestaveny do hroznů, které skládají laty dlouhé 6 až 26 cm s drobnými listeny. Pětičetné květy mají drobný kalich s lístky 3 mm dlouhými a korunu s krémově bílými lístky dlouhými 5 mm. V květu je 10 tyčinek s prašníky a ze tří plodolistů srostlý svrchní semeník s jednoduchou čnělkou, který je obklopený žlutým kruhovitým valem s nektarem.
Plod je trojboká, pukající, dvou až trojpouzdrá tobolka hruškovitého tvaru dlouhá asi 10 mm. V každém oddílu má jedno drobné, ploché, čtyřrohé semeno s křídlem. Stromy se samovolně rozmnožují semeny, uměle se s úspěchem zkouší vegetativní množení řízkováním.

## Význam
Kadidlovník pravý se pěstuje výhradně pro kadidlo, což je odedávna ceněný produkt, používalo se jako obětina bohům již ve Starověkém Egyptě i v antickém Římě. Pálením kadidla na rozžhaveném dřevěném uhlí vzniká vonný dým, který v chrámech a na posvátných místech navozuje slavnostní atmosféru. Tento rituál používaný ve starověku východními náboženstvími převzala později i západní náboženství a v křesťanských chrámech slouží kadidlo k vykuřování dodnes. Používá se stále také v aromaterapii, uklidňuje nervy, pomáhá při stavech úzkosti a při nervozitě, podporuje hojení ran, preventivně působí proti stárnutí pokožky atd.[zdroj?]
Vytékající exsudát je chemicky oleo-gumová pryskyřice obsahující přibližně 27–35 % polysacharidu, 5–7 % vysoce aromatického esenciálního oleje a dalších 60–70 % jsou terpeny, které mu propůjčují specifickou vůni. Důležitou složkou jsou triterpenické kyseliny označované jako „boswellové“, vyznačující se hlavně silným protizánětlivým účinkem, což vysvětluje jeho užívání v arabské lidové medicíně již od starověku a dávající pověst všeléku.

## Sběr pryskyřice
Každý strom je cenný majetek osoby, rodiny nebo nějakého společenstva a jen oni mají výhradní právo na sklizeň. Pro sběr pryskyřice se využívají stromy starší než tři či čtyři roky. Po naříznutí kmene a nebo větve a odstranění kousku kůry vytéká z rány mléčně bílá tekutina, která na vzduchu tuhne ve světle žluté kapkovité útvary. Asi po deseti dnech se polotuhá pryskyřice sbírá z kamenité země nebo seškrabává z kůry a nechává se dále ztuhnout; zacelená rána se přitom znovu otevře a pryskyřice vytéká. Toto zranění se obnovuje asi třikrát za sebou a v půlročních intervalech se vše opakuje. Polotuhá pryskyřice je křehká, lehce rozlomitelná prsty a při žvýkáni utvoří plastickou hmotu, chutná mírně nahořkle, ztuhlá pryskyřice se zařazuje do stupně kvality hlavně podle opacity. Strom vyprodukuje 2 až 3 kg pryskyřice ročně, nejvíce se jí vyváží ze Somálska.

## Ohrožení
Pro stromy je za snesitelné považováno asi 5 odběrních míst z kterých se pryskyřice získává. Pro co největší okamžitý zisk jsou některé stromy nařezávány i na 20 místech, takové už ani nekvetou, nemají žádné přírůstky a pomalu usychají. Listy stromů rostoucích na dostupném místě bývají také spásány dobytkem i velbloudy. Proto je podle IUCN považován kadidlovník pravý za téměř ohrožený druh.

## Galerie

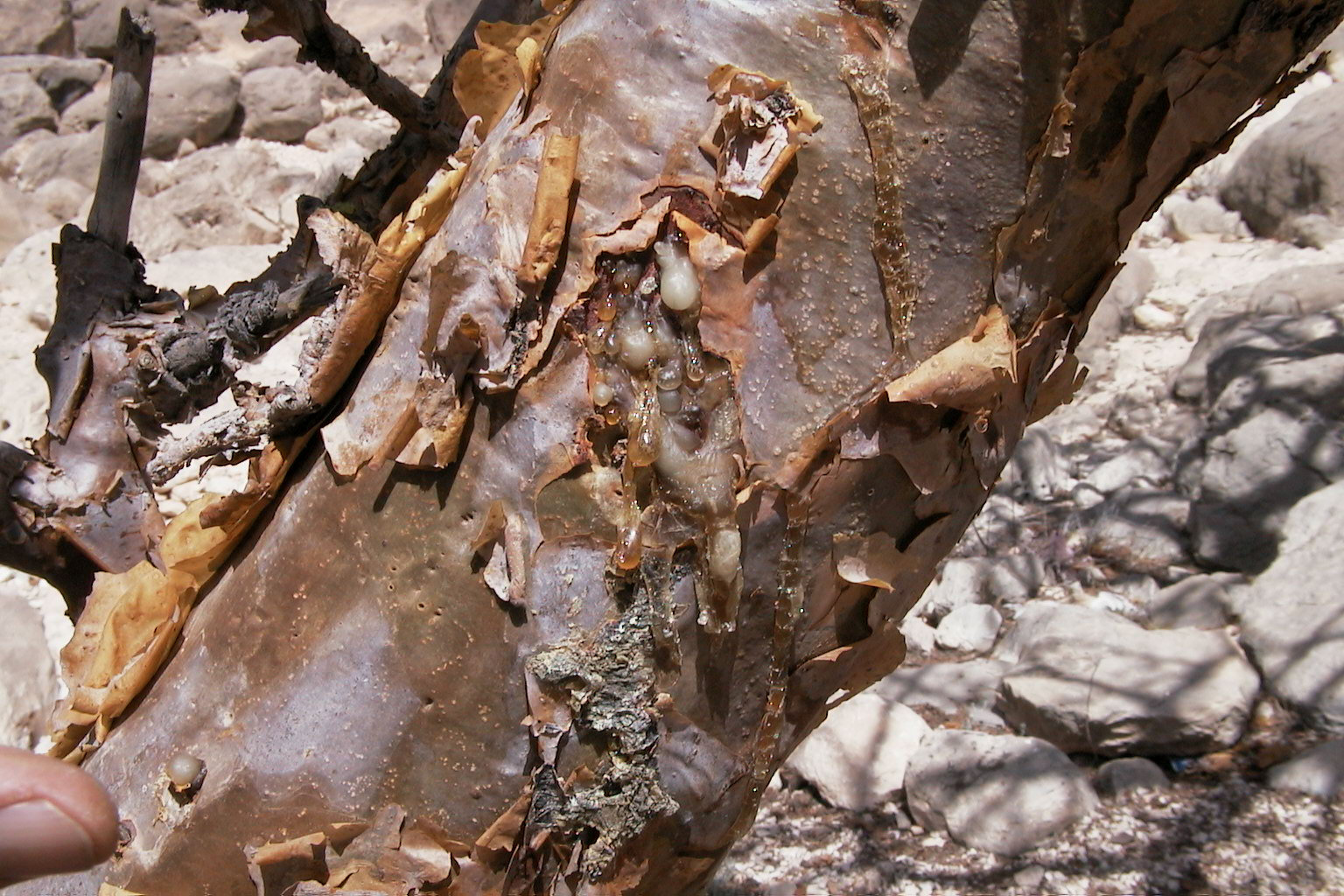
Nařezaná kůra
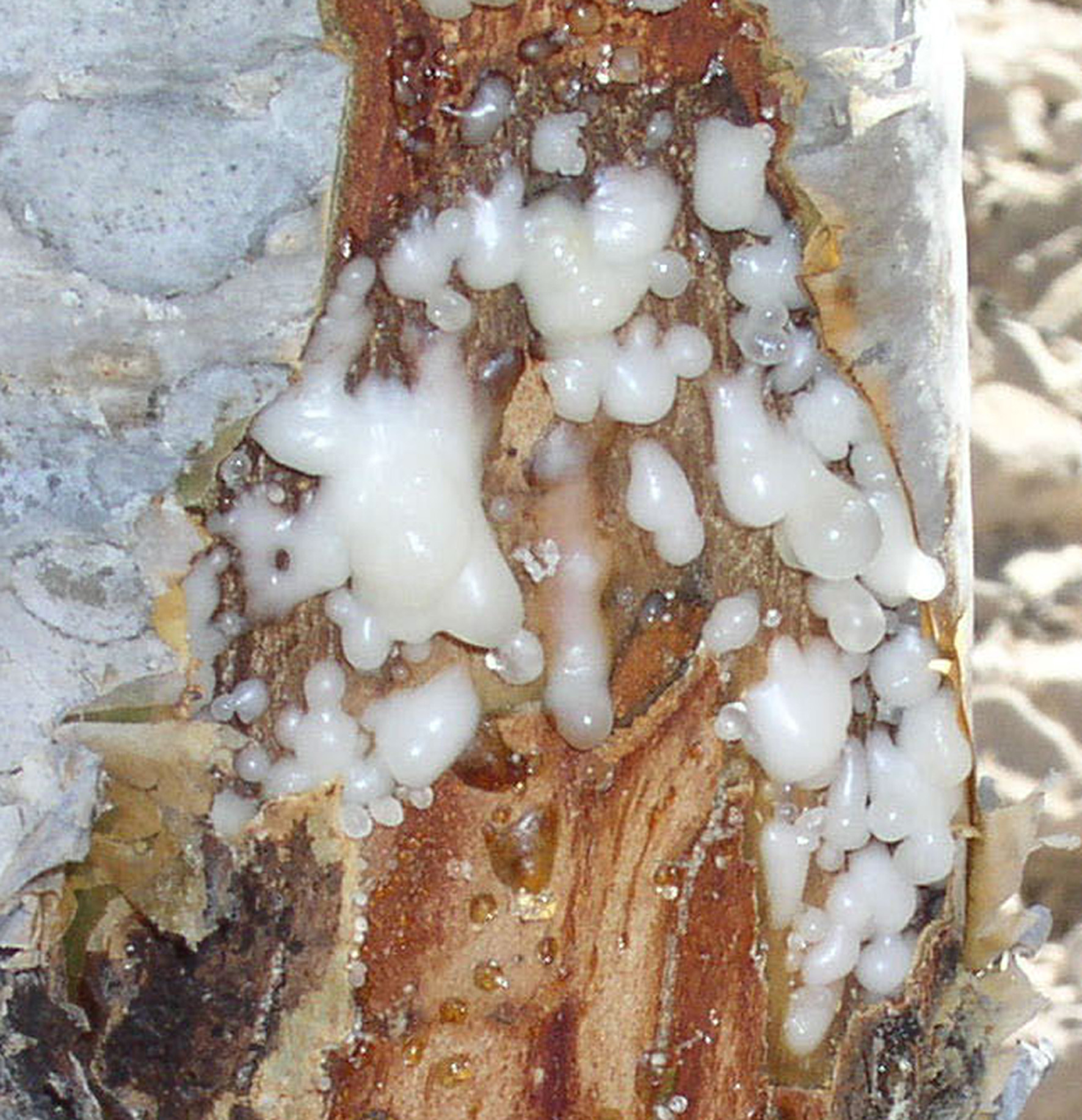
Vytékající pryskyřice
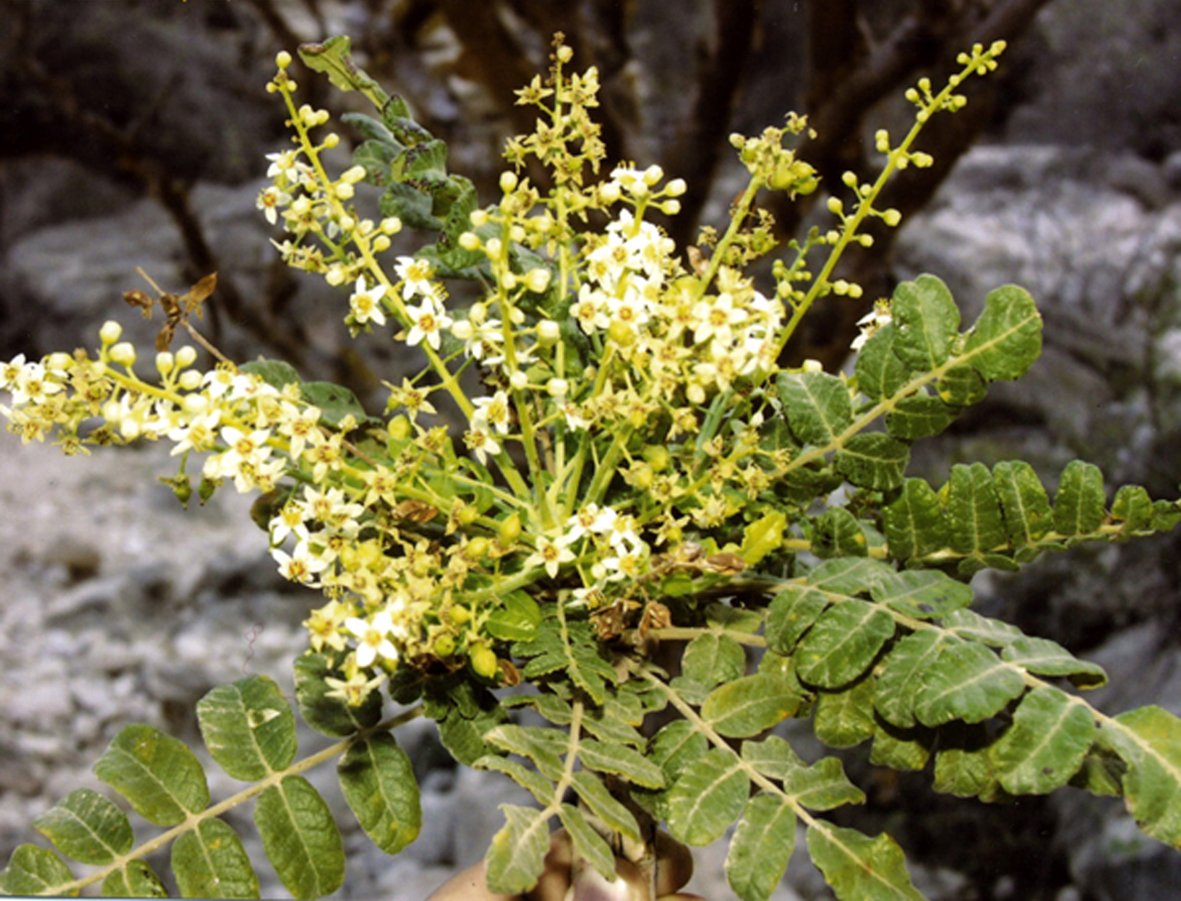
Květenství
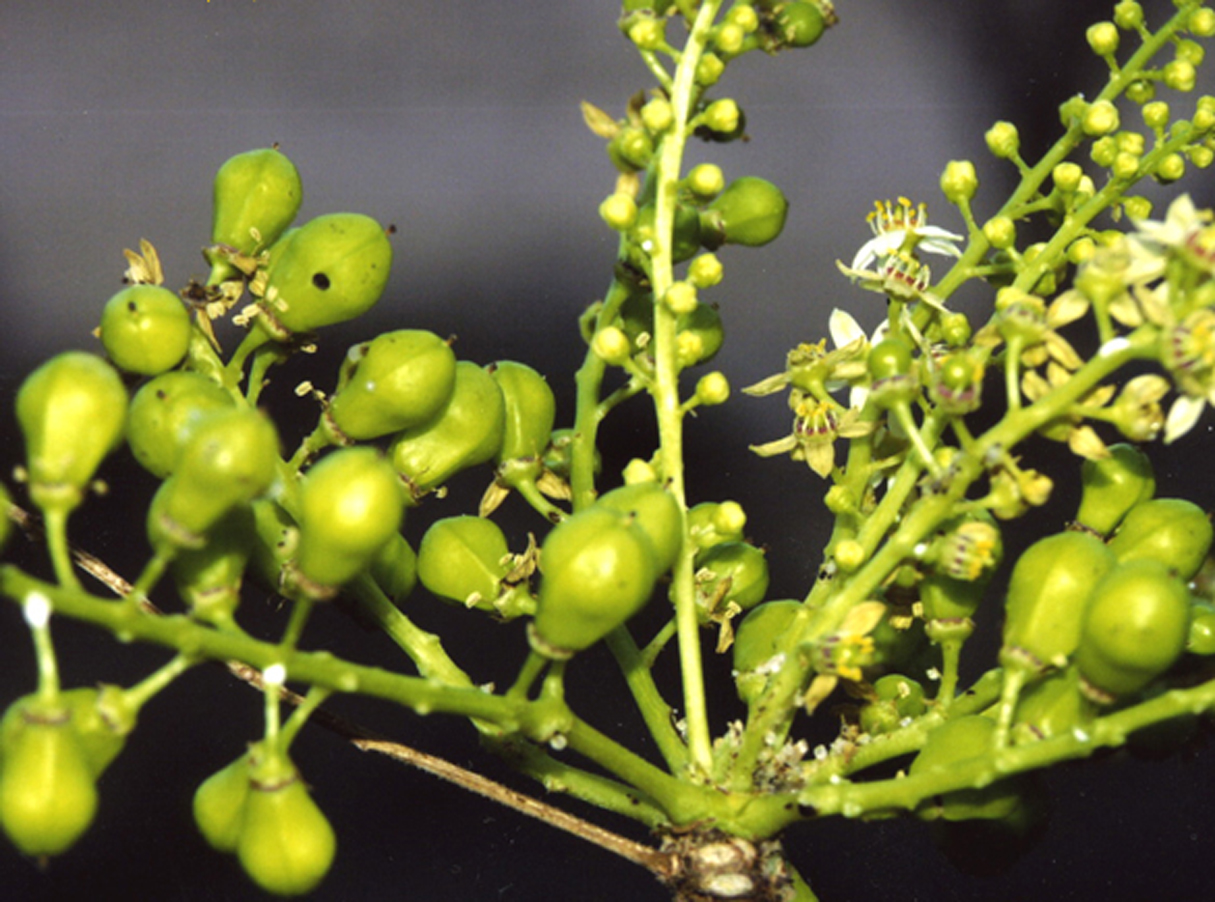
Plodenství